# Kaiser-Friedrich-Therme

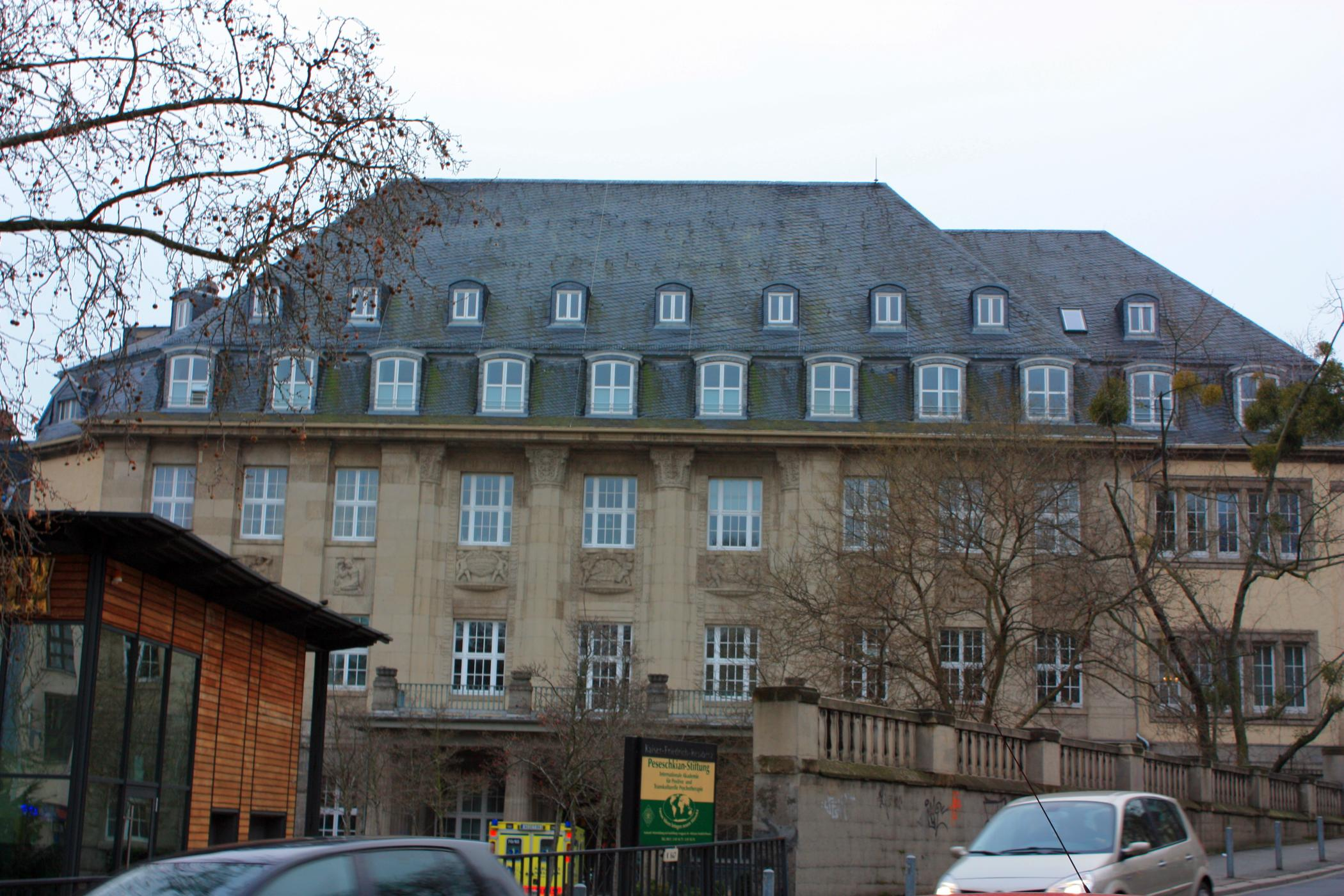
Kaiser-Friedrich-Therme (2009)

Die Kaiser-Friedrich-Therme, ursprünglich Kaiser-Friedrich-Bad genannt, ist ein historisches Thermalbad in Wiesbaden, das von 1910 bis 1913 nach Entwurf des Architekten und damaligen Stadtbauinspektors August O. Pauly mit starken Anklängen an die Reformarchitektur und den Jugendstil erbaut wurde. Gespeist wird das Bad aus der Adlerquelle, der nach dem Kochbrunnen zweitgrößten Wiesbadener Thermalquelle. Ihr Wasser hat eine Temperatur von 64,6 °C.

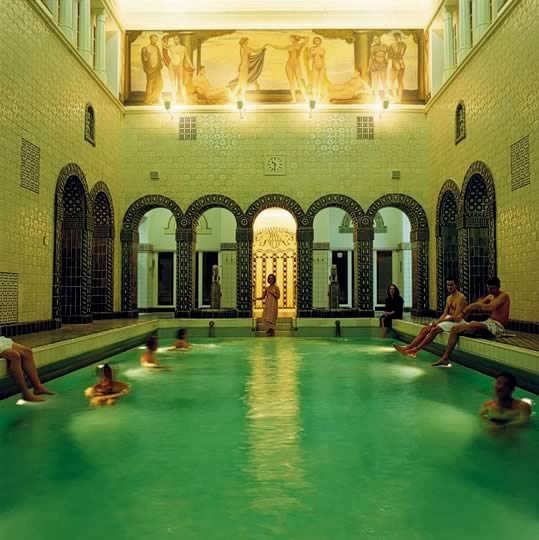
Irisch-römisches Bad (2008)

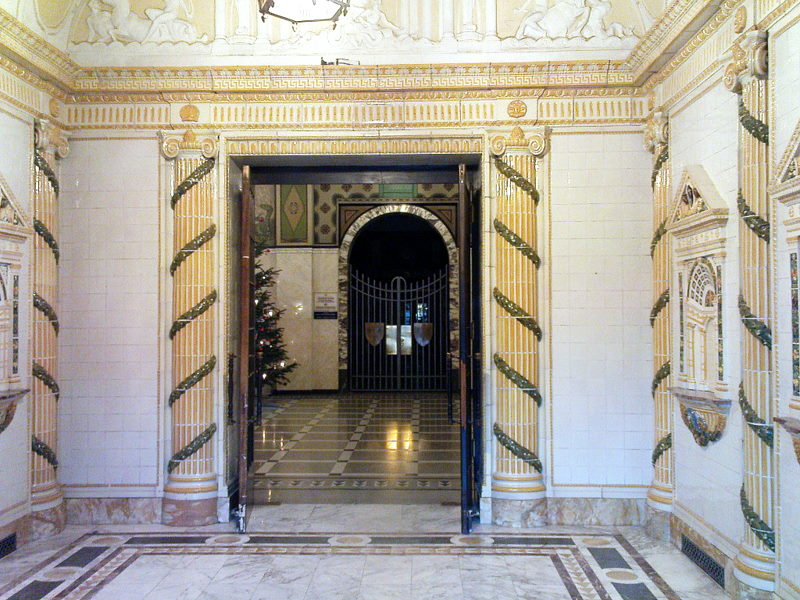
Blick durch den Eingangsbereich ins Foyer der Kaiser-Friedrich-Therme (2008)

Das sogenannte irisch-römische Bad mit seinen Mosaik-Fliesen wurde 1999 für ca. vier Millionen DM aufwändig saniert und um mehrere Räume erweitert. Seitdem bietet es auf 1.450 m² eine vielseitige Saunalandschaft mit Tepidarium, Sudatorium, Sanarium, Russischem Dampfbad, Finnischer Sauna und Steindampfbad an. Daneben gibt es ein Lavacrum, ein Frigidarium sowie eine tropische Eisregenzone. Verschiedene Anwendungen wie Massagen, Sandbad, Rasul, Softpack und kosmetische Anwendungen ergänzen das Angebot.
Der Kaiser-Friedrich-Therme ist eine Seniorenresidenz angeschlossen.